# Фабила, Хуан
Хуан Фабила Мендоса (исп. Juan Fabila Mendoza, род. 5 июня 1944, Мехико) — мексиканский боксёр, призёр Олимпийских игр.
Хуан Фабила Мендоса родился в 1944 году в Мехико. Он начал заниматься боксом незадолго до своего 16-летия. С 1961 по 1964 годы он трижды становился национальным чемпионом, и прошёл отбор в олимпийскую сборную. В 1964 году на Олимпийских играх в Токио он завоевал бронзовую медаль в весовой категории до 54 кг. В 1965-73 годах провёл четыре боя на профессиональном ринге, в которых одержал две победы.